# Peltosaari (ö i Lappland, Norra Lappland)
Peltosaari är en ö i Finland. Den ligger i sjön Sarmijärvi och i kommunen Enare i den ekonomiska regionen Norra Lappland och landskapet Lappland, i den norra delen av landet, 1 000 km norr om huvudstaden Helsingfors. Öns area är 0,3 hektar och dess största längd är 70 meter i sydöst-nordvästlig riktning.